# Le Toit du Japon
Pour plus de détails, voir Fiche technique et Distribution.
Le Toit du Japon (白い山脈, Shiroi sanmyaku) est un film japonais réalisé par Sadao Imamura (ja), sorti en 1957.

## Synopsis
Un documentaire sur la nature sauvage dans les montagnes japonaises.

## Fiche technique
- Titre : Le Toit du Japon
- Titre alternatif : La Montagne sauvage
- Titre original : 白い山脈 (Shiroi sanmyaku?)
- Réalisation : Sadao Imamura (ja)
- Commentaires écrits par Masuji Ibuse[1]
- Musique : Ichirō Saitō
- Production : Masaichi Nagata
- Société de production : Daiei
- Pays de production :  Japon
- Langue originale : japonais
- Genre : Documentaire
- Durée : 71 minutes (métrage : dix bobines - 2 168 m[2])
- Dates de sortie :
  - Japon : 27 février 1957[2]

## Distinctions
Le film a été présenté en sélection officielle en compétition au Festival de Cannes 1957.